# Foire de Saint-Mathieu (Viseu)
Pour les articles homonymes, voir Foire de Saint-Mathieu.
La Foire de Saint-Mathieu est une foire qui se déroule dans la ville de Viseu, au Portugal, datant de 1392. Elle est actuellement la plus ancienne foire de la Péninsule Ibérique,.

## Origines
Le 16 juin 1391, D. João I (Jean Ier (roi de Portugal)), accompagné de la reine et de sa cour, est sorti d'Évora, restant à Viseu depuis environ un an et demi. Viseu est une des villes les plus harcelées pendant la guerre entre le Portugal et la Castille. Pendant le séjour de la Cour à Viseu, il y a eu deux faits importants. La naissance de Duarte, futur successeur au trône, et la réunion régionale des Cortes. En l'honneur de ces événements, le 10 janvier 1392, D. João, institue la foire à Viseu, actuelle Foire de Saint-Mathieu.
Il existe cependant des registres disant que celle-ci aurait été fondée par D. Sancho I en 1188, comme on peut le lire dans les Mémoires en ce qui concerne la ville de Viseu, écrite en 1876 par Francisco Manuel Correia ou dans les Apontamentos Históricos du biographe Maximiano de Aragão (pt) en 1895.
L'importance de la foire, déjà à cette époque était d'une telle forme, que les gens vivant dans les régions éloignées voyageaient pour la visiter, ainsi que les Maures venus du royaume de Grenade.
Au XIXe siècle, la foire a traversé une période de déclin, allant jusqu'à y mettre fin en 1916 et a réussi cependant à refaire surface en 1927 et est demeurée intacte jusqu'à nos jours.

## Actualité
À l'heure actuelle, la Foire de Saint-Mathieu occupe une superficie de 18 000 m2, des centaines d'exposants et de marchands représentant tous les secteurs d'activité y ont été présents, ayant déjà acquis le statut de la plus ancienne foire dans la péninsule ibérique. Outre les expositions, la foire est complétée par un festival musical, à la Viseu Arena (pt), des spectacles et animations,.